# Kynane
Kynane (altgriechisch Κυνάνη Kynánē) oder Kynna (Κύννα Kýnna; * um 357 v. Chr.; † 322 v. Chr.) war eine makedonische Prinzessin aus dem Haus der Argeaden. Im Zuge der Kämpfe der Diadochen um die Nachfolge Alexanders des Großen kam sie bereits etwa ein Jahr nach dessen Tod (323 v. Chr.) ums Leben.

## Leben
Kynane war eine Tochter des makedonischen Königs Philipps II. und eine Halbschwester Alexanders des Großen. Ihre Mutter Audata/Eurydike war eine illyrische Prinzessin, von der sie einen besonders kriegerischen Charakter geerbt haben soll.
Philipp II. verheiratete Kynane um 338 v. Chr., gegen Ende seiner Regierung, mit ihrem Cousin, König Amyntas IV. Bald nach seinem Regierungsantritt 336 v. Chr. ließ Alexander den Gatten Kynanes ermorden, da er in ihm einen bedrohlichen Prätendenten erblickte. Aus ihrer demnach kurzlebigen Ehe mit Amyntas hatte Kynane eine Tochter namens Adea, die sich später Eurydike nannte. Ihr Halbbruder Alexander wollte sie 335 v. Chr. mit dem Agrianenfürsten Langaros verloben, der aber starb, bevor die Ehe geschlossen werden konnte. Für die nächsten Jahre sind keine Nachrichten über Kynanes Leben erhalten. Wahrscheinlich blieb sie mit ihrer kleinen Tochter nach Alexanders Aufbruch zu seinem Asienfeldzug in Makedonien und wurde wie alle anderen Angehörigen des Königshauses vom Regenten Antipatros von der Herrschaft ferngehalten. Sie erzog Eurydike im kriegerischen Sinn.
Laut Polyainos nahm Kynane einmal an einem Feldzug gegen die Illyrer teil und soll dabei die illyrische Königin eigenhändig getötet haben. Allerdings ist diese Episode bei Polyainos nicht zeitlich fixiert. Der österreichische Geographiehistoriker  Max Fluß neigte zur Ansicht, dass Kynane anlässlich des Aufstandes der Griechen und Illyrer unmittelbar nach Alexanders Tod 323 v. Chr. mit den Makedonen in den Krieg gegen die revoltierenden Völker zog. Helmut Berve reihte die Episode hingegen in die Illyrerkriege Philipps II. um 344/343 v. Chr. ein, wofür Kynane aber wohl damals noch zu jung war.
Etwa ein Jahr nach dem Ableben Alexanders sammelte Kynane ein kleines Heer um sich, mit dem sie circa in der zweiten Hälfte des Sommers 322 v. Chr. über den Strymon und Hellespont nach Kleinasien zog, um ihre Tochter dort mit König Philipp III. Arrhidaios zu verheiraten. Auf dem Weg stellte sich ihr ein Heer des Antipatros entgegen, der dieses Vorhaben missbilligte. Kynane kämpfte sich ihren Weg frei und überquerte den Hellespont. In Kleinasien wiederum zog ihr ein Heer des Reichsregenten Perdikkas, kommandiert von dessen Bruder Alketas, entgegen. Perdikkas wollte ebenfalls diese Ehe verhindern, da er um seinen Einfluss auf den geisteskranken König fürchtete. Außerdem spielte er mit dem Gedanken, die Prinzessin Kleopatra zu heiraten, womit er selbst dem Thron sehr nahe käme. Kynane wurde von Alketas abgefangen und anschließend ermordet. Sie soll Alketas kurz vor ihrem Tod des Undanks bezichtigt haben. Zumindest ihr Ziel erreichte sie dennoch, da sie unter den makedonischen Soldaten wegen ihres kriegerischen Wesens verehrt wurde. Aufgrund der gereizten Stimmung der Streitkräfte wagte Perdikkas keinen Einspruch gegen die Eheschließung Eurydikes mit Philipp III. Arrhidaios.
Kynane war das erste Mitglied des makedonischen Königshauses, das in den beginnenden Diadochenkriegen eines gewaltsamen Todes starb. Nach ihr fielen auch alle anderen Familienangehörigen den Kämpfen zum Opfer. Ihre Tochter und ihr Schwiegersohn wurden dabei 317 v. Chr., von ihrer Stiefmutter Olympias ermordet. Zusammen mit ihnen wurde Kynanes Leichnam im folgenden Jahr von Kassander, als er Makedonien unter seine Kontrolle gebracht hatte, in den Königsgräbern von Aigai feierlich bestattet. Kassander ehrte das Andenken der Toten auch durch die Ausrichtung von Leichenspielen.